# Scelolophia randaria
Scelolophia randaria är en fjärilsart som beskrevs av William Schaus 1940. Scelolophia randaria ingår i släktet Scelolophia och familjen mätare. Inga underarter finns listade.